# میربیک تایسوموف
میربیک تایسوموف (انگلیسی: Mairbek Taisumov؛ زادهٔ ۸ اوت ۱۹۸۸) ورزشکار هنرهای رزمی ترکیبی اهل روسیه است. وی از سال ۲۰۰۷ میلادی تاکنون مشغول فعالیت بوده‌است.